# Amalka
Amalka (dodatkowa nazwa w j. kaszub. Amalka) – wieś w Polsce, w województwie pomorskim, w powiecie kartuskim, w gminie Sulęczyno.
Miejscowość leży na Pojezierzu Kaszubskim na południowo-wschodnich brzegach jeziora Gowidlińskiego i nad Słupią. Wchodzi w skład sołectwa Podjazy. Znajduje się na turystycznym  Szlaku Kamiennych Kręgów. Z Amalki pochodzi Brunon Synak.
Do 2023 miejscowość była częścią wsi Podjazy.
W latach 1975–1998 Amalka administracyjnie należała do województwa gdańskiego.

## Wyciąg narciarski
W Amalce znajduje się wyciąg narciarski. Długość stoku to 260 m, różnica wzniesień wynosi 33 m, średni kąt pochylenia 16-17%. Dwa wyciągi orczykowe położone są równolegle. Stok sztucznie naśnieżany i oświetlony. Na wyposażeniu ratrak.